# Goro Majima
Goro Majima (japonês: 真島 吾朗, Hepburn: Majima Gorō) é um personagem recorrente da série de videogames Yakuza, da Sega. Ele é um dos principais protagonistas jogáveis de Yakuza 0 e Yakuza: Dead Souls, bem como da Saga Majima de Yakuza Kiwami 2. Em uma pesquisa de 2018 do portal Siliconera, Majima foi eleito o personagem de Yakuza mais popular.

## Criação e desenvolvimento
De acordo com Scott Strichart, que cuidou da localização e produção de vários jogos da série Yakuza, Majima é uma espécie de "palhaço da classe" - alguém com uma "personalidade de palhaço" - o que é o oposto de seu comportamento calmo no prólogo Yakuza 0. No entanto, ele observou que, embora os fãs sentissem que Majima enlouqueceu, o Ryu Ga Gotoku Studio afirmou que ele "fez uma escolha consciente de... se soltar". Isso foi algo que os tradutores acharam desafiador ao localizar o jogo. Strichart apontou que, por meio das interações de Majima com Nishitani, ele obtém uma visão de como alguém assim viveria. O objetivo da equipe de localização era tornar Majima e Kiryu mais agradáveis com suas mudanças, embora Strichart acreditasse que Kiryu era mais popular do que Majima nos países ocidentais.
O produtor da série, Daisuke Sato, contou que desde o lançamento de Yakuza 0, Majima se tornou muito mais popular, a ponto de muitos dos desenvolvedores estarem pensando que pode ser possível criar um novo jogo spin-off focado nele.
Sobre o próximo jogo Judgement, Strichart disse que embora os fãs possam sentir falta de personagens anteriores da Yakuza como Kiryu e Majima, ele espera que eles sejam receptivos a Takayuki Yagami, o protagonista de Judgment.

## Aparições
Majima é um dos principais protagonistas jogáveis de Yakuza 0 e da Saga Majima de Yakuza Kiwami 2. Ele também aparece em Yakuza 6: The Song of Life como um personagem secundário, e reaparece como um personagem principal e um aliado invocável ao lado de Saejima em Yakuza: Like a Dragon.

### Spinoffse outras aparições
Fora da série principal da Yakuza, Majima é jogável em Yakuza: Dead Souls, lutando contra um exército de zumbis. Ele também aparece ao lado de Kiryu no jogo crossover Project X Zone 2, bem como em Binary Domain.
No filme Like a Dragon, uma adaptação do primeiro jogo, ele é interpretado por Goro Kishitani. Na peça teatral Ryu ga Gotoku, ele é interpretado por Shunsuke Kubozuka.
O jogo de aventura de 2019 Later Alligator apresenta um personagem chamado "The Knife" que se assemelha a Majima e faz várias referências à série Yakuza.

## Recepção
Goro Majima costuma ser popular entre os fãs da saga Yakuza. As canções tocadas durante suas aparições foram compiladas em um CD intitulado Goro Majima's Best Hits, em 2017. Em uma pesquisa de 2018, Majima foi eleito o personagem de Yakuza mais popular.
Yakuza 0

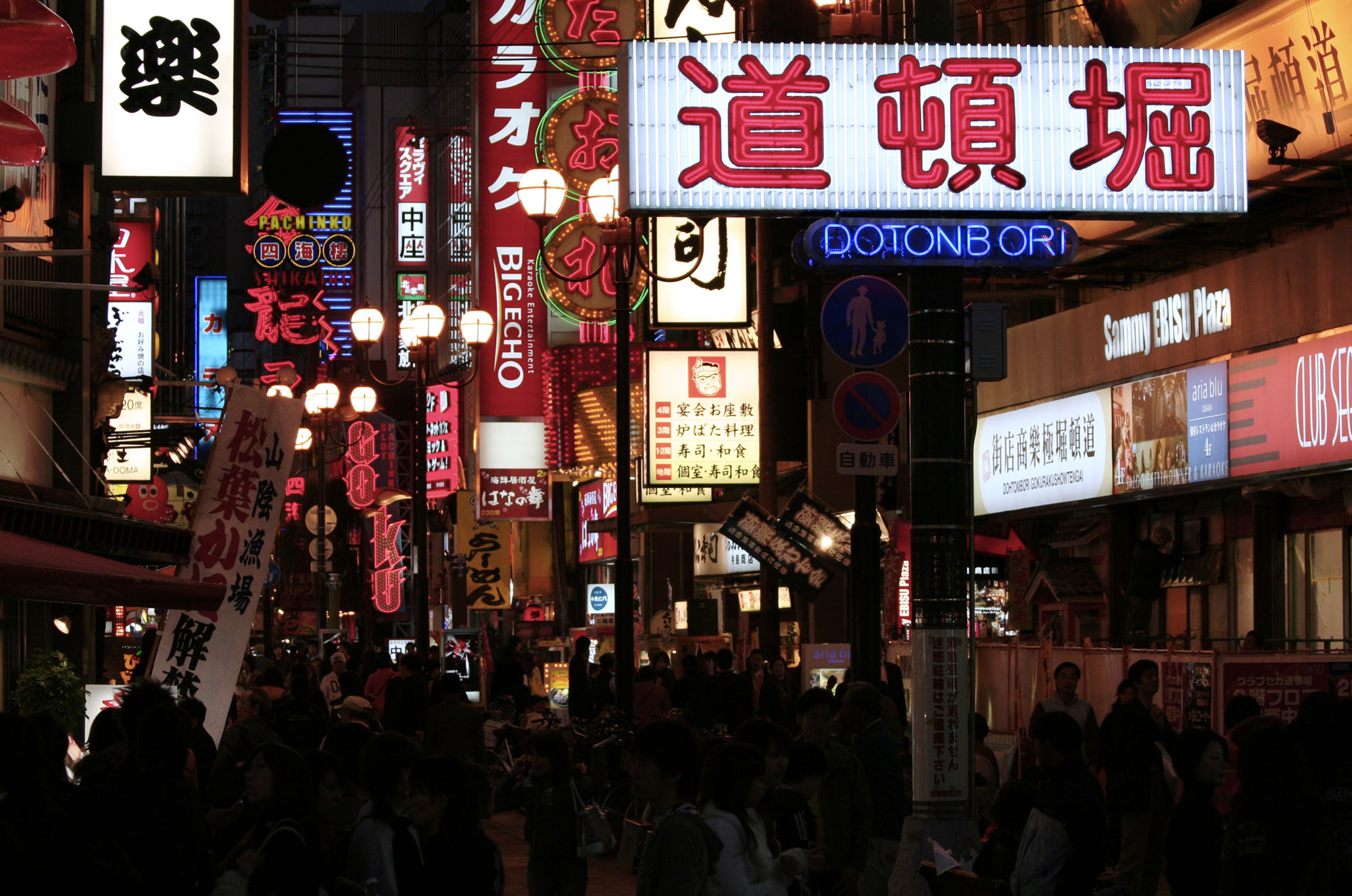
O bairro de Dōtonbori, Osaka, conhecido como Sotenbori em Yakuza, é a localização principal de Majima em Yakuza 0.

Game Informer o listou como o melhor protagonista em 2017 com base em sua caracterização em Yakuza 0. Vários escritores gostaram do estilo de luta do personagem em Yakuza 0, achando-o mais interessante do que o protagonista usual Kiryu. EGMNOW comentou que gostou do contraste que a dupla teve na narrativa por conta das diferentes missões que tiveram que passar para atingir seus objetivos.GameSpot elogiou muito o arco de Majima neste jogo por mudar para a narrativa, bem como a quantidade de aliados e inimigos que ele faz. Da mesma forma, IGN gostou do tratamento das histórias de Majima e Kiryu, achando-as simples em comparação com Yakuza 5, que o site considerou complicadas. Polygon afirmou que Majima era bem diferente de sua representação nos jogos regulares da série porque nesse caso, se tratava de sua história no passado. Um comentário semelhante foi feito pelo PlayStation Life Style porque Majima e Kiryu mudam ao longo do enredo desta prequela. Jimquisition disse que ambos os personagens eram "protagonistas simpáticos que consistentemente têm que agir como homens heterossexuais em uma variedade de situações estranhas".
Yakuza Kiwami
Destructoid gostou da caracterização cômica em Yakuza Kiwami por causa de suas constantes interações com Kiryu. Game Informer observou que, apesar de não ser jogável com seu tempo de tela mais longo, Majima consegue ajudar o jogador a tornar Kiryu um lutador mais forte. No entanto, criticaram fortemente sua personalidade diferente em Kiwami, chamando-o de "chocante" e acrescentou que Yakuza 0 não conseguiu fechar o arco deste personagem. Ao chamá-lo de "personagem de destaque de Zero", a GameSpot afirmou que gostou dessas interações, pois adicionou mais conteúdo secundário ao remake do primeiro jogo. IGN se referiu a essa versão de Majima como "amavelmente estranha" com base em suas características. Polygon criticou as lutas de Majima por não terem o desafio visto nas lutas contra chefes regulares. Eles acrescentaram que "a intervenção constante de Majima parece um pouco mais arraigada na história, fornecendo alguma profundidade de personagem que faltava no jogo original."
Yakuza Kiwami 2
Em Yakuza Kiwami 2, Destructoid criticou as habilidades "dominantes" de Majima, nas quais os jogadores pressionavam continuamente os mesmos botões para usá-los. Game Informer elogiou a história de Majima neste jogo, pois ajudou a desenvolver ainda mais sua mudança de personagem de Yakuza 0, ao mesmo tempo em que achou seu minijogo revigorante por ser diferente das lutas regulares comuns. Game Revolution concordou, descobrindo que as interações de Majima com Makoto durante sua própria história paralela fornecem mais profundidade ao personagem "favorito dos fãs". Apesar de gostar do personagem, GameSpot o criticou por não ter a progressão de seu próprio personagem durante seus capítulos. IGN fez comentários semelhantes em relação à profundidade de seu personagem, mas achou seu cenário relativamente curto.